# Кобза, Игорь Иванович
Игорь Иванович Кобза (род. 4 июля 1956 года в Норильске, СССР) — профессор, заведующий кафедрой госпитальной хирургии/хирургии № 2 (с 2000).

## Биография
Кобза окончил медицинский факультет Львовского медицинского института (1979).
Работал хирургом (1979—1986), заведующим (с 1986) отдела хирургии сосудов Львовской областной клинической больницы, по совместительству ассистентом (1991—1992, 1998—2000), заведующим (с 2000) кафедры госпитальной хирургии/хирургии № 2 Львовского медицинского университета.
Кандидат медицинских наук (1986), доктор медицинских наук (1998), доцент (2003), профессор (2004).
Направления научных исследований: критерии диагностики и хирургической тактики при операциях на сосудах, в частности, направленных на реваскуляризацию критически ишемизированных конечностей у больных с мульфокальными поражениями артерий; хирургия критической ишемии нижних конечностей и профилактика постреваскуляризационных осложнений; диагностика и хирургическое лечение хронической ишемии мозга; повторные реконструктивные операции в хирургии магистральных сосудов; хирургия аневризма аорты; радикальная хирургия рака почки с интравенозным метастазированием; хирургическое лечение инфекций сосудистых протезов.
Автор около 210 научных и учебно-методических работ, среди них монография, авторское свидетельство на изобретение, 9 патентов Украины.
Подготовил 4 кандидата наук, 1 доктора наук.

## Основные труды
- Аорто-глубокобедренные реконструкции у пациентов пожилого возраста при тяжёлой ишемии нижних конечностей (канд. дис.). Львов, 1986;
- Диагностика и лечение критической ишемии при язвенно-некротических поражениях ног у больных сахарным диабетом. Аста Med Leopol 1995, № 1 (соавт.);
- Реваскуляризация критически ишемизированных конечностей у больных с мультифокальными поражениями артерий (монография, докт. дис.). Львов, Мета, 1997;
- Своевременное выявление патологии сонных артерий в качестве профилактики ишемических инсультов. Практ. Мед. 1998, № 5—6 (соавт.);
- Синдром экстравазальной компрессии брюшного ствола: диагностика и лечение. Шпит. Хірургія 1999, № 1 (соавт.);
- Способ лечения атеросклеротического поражения сонной артерии и её ветвей. Пат № 37975, 2001 г. (соавт.);
- Эверсийная каротидная эндартерэктомия. Укр. Бальнеол. Журн. 2003, № 4 (соавт.).